# IA -Aria on the Planetes-
IA (イア IA -Aria on the Planetes-?) es un banco de voz desarrollado por 1st Place para el software Vocaloid 3, basado en la voz de la cantante Lia.

## Historia
Salió a la venta el 27 de enero de 2012. Su primer demo fue beta, era "Tori no Uta" cover de una de las canciones originales de su proveedora de voz Lia y el 13 de enero de 2012 la versión completa de Tori no uta fue lanzado.

## Software adicional
Por un tiempo a finales de 2013 se había publicado en Twitter un cartel donde afirmaba que IA tendría un nuevo banco de voz; esta información fue confirmada después por 1st PLACE. En el segundo aniversario de IA, se comenzó a ofrecer una versión de prueba de la fase beta de este nuevo banco de voz, el cual se llamaba "IA Alpha TypeC", con la intención de ver que era lo que opinaban sobre él. También se publicó un video que muestra la diferencia entre su voz original y este nuevo banco de voz en face beta, con la canción "One two hello". Para mayo de 2014 se informó que este nuevo banco de voz se llamaría IA ROCKS, también fue publicado un demostración de la voz "Inner Arts".
Fue desarrollado para ser una fuerte voz con más claridad, ya que eran las quejas más comunes con el voicebank original de IA, A pesar de los cambios, el estilo casi de opera de IA permanece Intacta.

## Diseño de imagen
Su diseño fue realizado por Aka Akasaka, autor de ib: Instant Bullet y Kaguya-sama wa Kokurasetai: Tensai-tachi no Ren'ai Zunōsen. Su personaje nos muestra una chica alta de 1.75 de altura y delgada.

## Comercialización
La información se ha publicado mucho más lento. Sus promociones han adoptado el enfoque de hacerla parecer más sobrenatural y misterioso.
A diferencia de otros Vocaloids anteriores, los usuarios pueden utilizar su imagen en CDs, folletos y carteles, aunque algún permiso será necesario para un mayor uso de su imagen. Esta es una diferencia a otros Vocaloids anteriores, tales como los de Crypton Future Media, que requieren que pedir permiso para el uso de sus imágenes de Vocaloids sobre CD, folletos y carteles, Antes de su publicación, se podía comprar una camiseta con el logotipo de IA en ella.
La compañía Aquamarine realizaron figuras de IA y fue puesto en venta en 2013.
El proyecto IA está patrocinando el "LEXUS TEAM ADRS" en Super GT300 desde el 18 de agosto de 2012 en la temporada de apertura de dicho evento siendo el debut de IA como una chica patrocinadora.
En enero de 2014, se informó el juego protagonizado por IA llamado "IA Visual Tracks Colorful" (abreviado "IA/VT -COLORFUL-") para la PS Vita. Este contara con 60 canciones IA
como "Lost Time Memory", "Enmei Chiryou", "Re;Birth" y "Kagerou≒Variation". El ritmo del juego requiere que los jugadores tengan que mover el stick analógico de la consola PlayStation Vita en círculos mientras pulsa los botones en el tiempo con las notas musicales. A medida que el jugador progresa a través de una pista de música, el escenario de juego se vuelve gradualmente más colorido, Su fecha de publicación en Japón es en otoño de 2014, después anunciaron que el lanzamiento se aplazaria para el 2015, y finalmente aunciaron que en verano de 2015 se lanzaría.
IA hizo una aparición en el juego de RPG llamado "Demon Gaze" junto con una canción de tema interpretado por IA. Se añadió el contenido como DLC y lanzado para celebrar el juego de la venta de 50.000 unidades. También se añadieron otros personajes y contenido. Actualmente, Demon Gaze se fija para ser lanzado en América del Norte y Europa a principios de 2014, sin embargo, actualmente se desconoce si el DLC de IA estará disponible para esta versión.

## Conciertos
El 28 de noviembre IA se presentó por primera vez en vivo en un concierto llamado ""JinxIA" "World Calling / LiveDrive" con la colaboración de Vocalo.P y Jin (shizen no teki P). Su aparición llamó mucho la atención tanto dentro como fuera de la industria Vocaloid. El evento duró 30 minutos presentando las 7 canciones realizadas por Jin con IA, en la presentación en vivo se usó el software MMD y la imagen fue emitida con el sistema 3D Projection Mappin. En la presentación también se incluyó una banda en vivo. 1st Place anunció que en el siguiente año se concentrarían en el siguiente proyecto IA.
IA (así como Internet Co., Ltd. VOCALOID GUMI ) también interpretada en directo a través de la utilización de la Soris VLS durante la convención Tokyo Loco Kawaii París, celebrada del 20 de septiembre al 22 de septiembre de 2013. Esto también marca el evento como el primera aparición en europea patrocinado oficialmente por Vocaloids. Canto canciones destacadas como Children Records, Headphone Actor, World Calling creadas por Jin, así como el debut de la canción SEE THE LIGHTS. Realizada originalmente por la banda ASY.
En el primer fin de semana del mes de marzo de 2014, IA también fue un artista destacada de lst Place 10th-11th Anniversary "KEEP ON HAVING FUN" que fueron dos días de conciertos en vivo, cantando My Soul, Your Beats! cantando como dúo con Lia, también interpretó SEE THE LIGHTS, LIVEDRIVE, One, Two, Hello y América ~We are alright!~ Otros artistas en vivo destacados fueron Lia, Jin, GARNiDELiA, Ishifuro, Aoi Tada, Shidu, Mizusu Togashi, "Contemporary Life", LiSA, marina, "Rock, stock, and the Barrell".
En julio de 2014, se hizo un anuncio que indica que IA sería el carácter de imagen para el evento anime "Animación Festa en Tokorozawa". El evento se llevará a cabo a partir del 26 de julio al 28 de septiembre de 2014 Una presentación en vivo se llevará a cabo todos los días durante en el transcurso del evento.
El 9 de octubre de 2014, IA hace su aparición en la Comic Con NY, junto a su Proveedora de Voz Lia Haciendo un Concierto.
Para celebrar el 3.er Aniversario de IA, el 24 de enero se hizo un concierto en vivo y Online en NND, donde varios autores aparecieron para celebrar los 3 años de su lanzamiento, en donde también anunciaron su nuevo producto para CeVIO llamado "ONE -Aria on the Planetes-" que se lanzaría el mismo día de su aniversario.

## Uso
IA.
- Tempo Optimo:	63-228BPM.
- Rango Optimo:	B2-A4.

La voz de IA es muy parecida a la de su proveedora de voz, lo cual hace que sea realista. Ella es capaz de producir notas largas y con un estilo casi de opera. 
IA ROCKS.
- Tempo Optimo:	95-228BPM.
- Rango Optimo:	B2-A4.